# Ґермар Рудольф
Ґермар Рудольф (нім. Germar Rudolf; 29 жовтня 1964, Лімбург-ан-дер-Лан) — дипломований німецький хімік, автор досліджень про газові камери, за які був засуджений за заперечення Голокосту.

## Біографія
Закінчив школу в Ремшайді. У 1983 році вступив до Боннського університету, де вивчав хімію і який закінчив у 1989 році. Потім один рік служив в протиракетній обороні Військово-повітряних сил ФРН. У 1990 році отримав місце в Інституті хімічної фізики твердих тіл Макса Планка в Штутгарті.
У 1991 році здійснив поїздку до колишнього концтабору Аушвіц—Біркенау, де провів дослідження газових камер. Через 2 роки була опублікована доповідь Рудольфа, в якій він стверджував, що ці приміщення технічно не могли використовуватися для здійснення масових вбивств із використанням газу. Після публікації Рудольф був звільнений з інституту.
На початку 1996 року німецький суд засудив Рудольфа до 14 місяців в'язниці за розпалювання ненависті проти євреїв. Він емігрував до Великої Британії. Пізніше переїхав до США, де в 2004 році повторно одружився, але згодом шлюб був розірваний. Влада США відмовили йому в політичному притулку і він був депортований до Німеччини. 15 березня 2007 був засуджений до 2,5 років позбавлення волі. 4 липня 2009 вийшов на свободу з в'язниці Мангейма.

## Видавництво
Після того як Рудольф покинув Інститут Макса Планка, він почав видавати книги про Голокост. Він заснував видавництво Castle Hill Publishers в Гастінгсі, Англія спільно із Theses & Dissertations Press. У 2000 році Рудольф почав видавати англійською мовою «Серію Довідників Голокосту» (англ. Holocaust Handbooks Series), низку видань, що заперечують Голокост, яка наприкінці 2005 року, охоплювала 20 назв. Крім того, Рудольф тісно пов'язаний з бельгійською організацією заперечення Голокосту Vrij Historisch Onderzoek (VHO). Він видає «Vierteljahreshefte für Freie Geschichtsforschung» (щоквартальний журнал для незалежних історичних досліджень).

### Публікації щодо заперечення Голокосту
- Germar Rudolf: Auschwitz-Lügen. Legenden, Lügen, Vorurteile von Medien, Politikern und Wissenschaftlern über den Holocaust / Mai 2005 Hastings (East Sussex): Castle Hill Publishers PO Box 118, Hastings TN34 3ZQ, UK [Архівовано 6 січня 2009 у Wayback Machine.] ISBN 1-59148-014-0
- Germar Rudolf: The Persecution of a German Scholar for telling truth about holocaust fabrications (англ.)
- Germar Rudolf: Das Rudolf-Gutachten, Gutachten über die «Gaskammern» von Auschwitz. 2. Auflage. Castle Hill, Hastings 2001, ISBN 1-902619-03-X (englisch: The Rudolf Report. Theses & Dissertations, Chicago 2003, ISBN 0-9679856-5-X.)
- Germar Rudolf: Vorlesungen über Zeitgeschichte. Strittige Fragen im Kreuzverhör. Grabert, Tübingen 1993, ISBN 3-87847-130-0.
- Germar Rudolf: Grundlagen zur Zeitgeschichte. Ein Handbuch über strittige Fragen des 20. Jahrhunderts Grabert, Tübingen 1994, ISBN 3-87847-141-6 (englisch: Dissecting the Holocaust. 2. Auflage. Theses & Dissertations, Chicago 2003, ISBN 3-87847-141-6).
- Herbert Verbeke (Hrsg.): Auschwitz: Nackte Fakten. Eine Erwiderung an Jean-Claude Pressac, Vrij Historisch Onderzoek, Berchem 1995, ISBN 90-73111-16-1 (englisch: Auschwitz: Plain Facts. Theses & Dissertations, Chicago 2005, ISBN 1-59148-020-5).
- Germar Rudolf: Auschwitz-Lügen: Legenden, Lügen, Vorurteile von Medien, Politikern und Wissenschaftlern über den Holocaust. Castle Hill, Hastings 2005, ISBN 1-59148-014-0 (englisch: Germar Rudolf, Carlo Mattogno: Auschwitz Lies. Theses & Dissertations, Chicago 2005, ISBN 1-59148-021-3) [Архівовано 10 серпня 2010 у Wayback Machine.] .
- Germar Rudolf: Vorlesungen über den Holocaust. Strittige Fragen im Kreuzverhör. Castle Hill, Hastings 2005, ISBN 1-902619-07-2 (englisch: Lectures on the Holocaust. Theses & Dissertations, Chicago 2005, ISBN 1-902619-07-2.
- Germar Rudolf, Fred A. Leuchter, Robert Faurisson: The Leuchter Reports: Critical Edition. Theses & Dissertations, Chicago 2005, ISBN 1-59148-026-4
- Germar Rudolf, Robert Countess, Christian Lindtner: Festschrift for Robert Faurisson to his 75th Birthday. Theses & Dissertations, Chicago 2005, ISBN 1-59148-004-3.

### Інші твори
- Germar Rudolf: Kardinalfragen zur Zeitgeschichte. Vrij Historisch Onderzoek, Berchem 1996, ISBN 90-73111-20-X.
- Germar Rudolf: Kardinalfragen an Deutschlands Politiker. Aufforderung zur Wiederherstellung der Menschenrechte in Deutschland. Castle Hill, Hastings 2005, ISBN 1-902619-09-9.
- Germar Rudolf: Holocaust Revisionismus. Eine kritische geschichtswissenschaftliche Methode. Castle Hill, Hastings 2005, ISBN 1-59148-019-1.
- Germar Rudolf: Eine Zensur findet statt! Zensur in der Bundesrepublik Deutschland. Castle Hill, Hastings 2006, ISBN 1-59148-017-5.
- Germar Rudolf: Diktatur Deutschland. Die Zerstörung von Demokratie und Menschenrechten unter dem Einfluß von Kriegspropaganda, Castle Hill Publishers, Hastings 2005, ISBN 1-59148-018-3.

## Редакції
- 1997—2005 Herausgeber der Zeitschrift «Vierteljahreshefte für freie Geschichtsforschung»
- 2003—2005 Herausgeber des Zeitschrift «The Revisionist»

### Анатомія Голокосту
Книга «Анатомія Голокосту» (англ. Dissecting the Holocaust) була відредагована Рудольфом під псевдонімом Ернст Гаус у співавторстві. Німецькомовне видання збірки під назвою Grundlagen zur Zeitgeschichte призвело до висування подальших звинувачень Рудольфа. Серед авторів книги інші ревізіоністи Голокосту, такі як Робер Форіссон, Юрген Граф, Карло Маттоньо, Удо Валенді і Фрідріх Берг. 15 червня 1996 р. суддя Бурхард Стейн з повітового суду Тюбінгена, незважаючи на позитивну оцінку надану книзі експертом-істориком Йоахімом Хоффманном, розпорядився про конфіскацію, а також спалювання всіх книг Grundlagen zur Zeitgeschichte і знищення всіх засобів її виробництва.